# 鉄筋コンクリート住宅
鉄筋コンクリート住宅（てっきんこんくりーとじゅうたく）とは、鉄筋コンクリート造を構造体とする住宅である。

## 構造
大きく分けて、壁式構造とラーメン構造がある。
壁式構造
コンクリートの耐力壁が、水平力（地震・台風）及び垂直荷重（建物の自重、積載荷重）を負担する工法。過去の震災に対する実績が極めて優れている。
ラーメン構造
柱と梁で構成された構造。壁式構造に比べて開放的な空間を作る事が出来る。

## 施工方法
現場打ちコンクリート工法と、PC工法がある。
現場打ちコンクリート工法
一般的に認知される鉄筋コンクリート造の工法で、施工現場で鉄筋や型枠を組んで、文字通り現場でコンクリートを流し込んで作る工法である。メリットは、型枠は加工が容易で、多種多様な形を作れることである。デメリットは、コンクリートに気泡やジャンカが発生する。色むらがある。
PC工法（プレキャストコンクリート工法）
あらかじめ工場で作られたコンクリートパネルを現場で繋ぎ合わせる工法である。メリットは、工場でパネルを作るので、高品質コンクリートになる。現場打のような色むらやジャンカ、気泡は発生しにくい。又、発生した場合に、廃棄して使用しなければ良いだけなので、現場打ちのような一発仕上げのリスクがない。デメリットは、現場でパネルをジョイントする事になるので、ジョイント部に地震時に応力が集中し、過去の震災の被害からも、ジョイント部の強度が課題である。パネルジョイントからの漏水のリスクが高い。

## 性能
耐火性、気密性、耐久性に優れる。